# Lepidotheca inconsuta
Lepidotheca inconsuta är en nässeldjursart som beskrevs av Stephen D. Cairns 1991. Lepidotheca inconsuta ingår i släktet Lepidotheca och familjen Stylasteridae.
Artens utbredningsområde är Södra Ishavet. Inga underarter finns listade i Catalogue of Life.